# La Ferrière-Bochard
La Ferrière-Bochard ist eine französische Gemeinde mit 706 Einwohnern (Stand: 1. Januar 2022) im Département Orne in der Region Normandie. La Ferrière-Bochard gehört zum Arrondissement Alençon und zum Kanton Damigny (bis 2015: Kanton Alençon-1). Die Gemeinde ist Teil des Gemeindeverbandes Communauté urbaine d’Alençon. 

## Geographie
La Ferrière-Bochard liegt etwa elf Kilometer ostsüdöstlich von Alençon. Die Gemeinde gehört zum Regionalen Naturpark Normandie-Maine. Umgeben wird La Ferrière-Bochard von den Nachbargemeinden Saint-Denis-sur-Sarthon im Norden, Pacé im Nordosten, Mieuxcé im Osten, Saint-Céneri-le-Gérei im Süden, Saint-Pierre-des-Nids im Westen und Südwesten sowie Ravigny im Nordwesten.

## Bevölkerungsentwicklung
| Jahr                      | 1962 | 1968 | 1975 | 1982 | 1990 | 1999 | 2006 | 2013 | 2021 |
| ------------------------- | ---- | ---- | ---- | ---- | ---- | ---- | ---- | ---- | ---- |
| Einwohnerzahl             | 399  | 401  | 430  | 535  | 572  | 603  | 676  | 709  | 719  |
| Quelle: Cassini und INSEE |      |      |      |      |      |      |      |      |      |

## Sehenswürdigkeiten
- Kirche Notre-Dame
- Schloss La Ferrière mit Kapelle und Park
- Schloss Les Louvetières aus dem 18. Jahrhundert

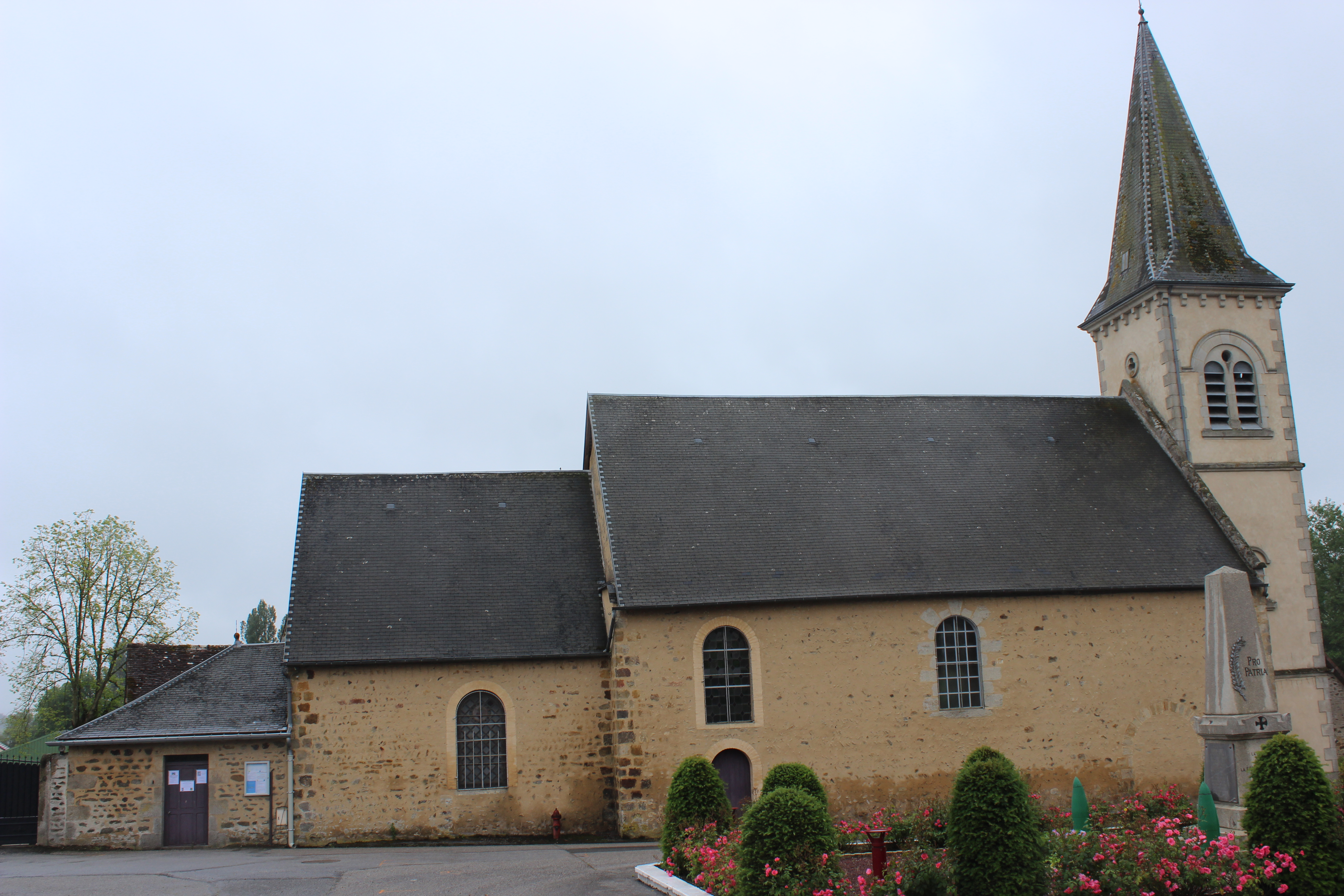
Kirche Notre-Dame